# Маклауд, Алан
А́лан Арне́тт Макла́уд (англ. Alan Arnett McLeod; род. 20 апреля 1899 года, Стонуол — 6 ноября 1918 года, Виннипег) — канадский военный, авиатор, кавалер Креста Виктории. Служил пилотом в Королевском лётном корпусе, позже в ВВС Великобритании во время Первой мировой войны.

## Биография

### Ранние годы
Маклауд родился в городе Стонуолл, провинция Манитоба, в семье врача Александра Нейла Маклауда и Маргарет Лилиан Арнетт, у него также были две сестры: Хелен и Марион. Семья жила на улице Мейн стрит, 292. В 1913 году поступил в Фортгаррийский конный полк, входивший в состав 38-й резервной бригады 3-й дивизии. После начала Первой мировой войны был отправлен домой до достижения совершеннолетия.
Несколько раз пытался вступить в армию в Виннипеге и в кадетскую часть Королевского лётного корпуса в Торонто. После достижения совершеннолетия поступил на службу в RFC. Проходил лётные учения в районе Лонг-Бранч, Торонто. 20 августа 1917 года был направлен во Францию.

### Первая мировая война
Сначала был направлен в 82-ю эскадрилью Королевского лётного корпуса, но позже был переведён командиром в 51-ю эскадрилью Королевского лётного корпуса где выполнял задания по обороне Канады. Затем прикомандирован к 2-му эскадрону Королевского лётного корпуса вблизи Хесдиньоль и в декабре 1917 года выполнил свой первый воздушный полёт.
В начале января 1918 года, вместе с лейтенантом Комбером уничтожил немецкий Fokker Dr.I и 14 января поджёг аэростат-наблюдатель в районе Бовина.

### Крест Виктории
27 марта 1918 года, второй лейтенант 2-й эскадрильи Королевского лётного корпуса Алан Маклауд вместе с лейтенантом Артуром Хэммондом вблизи Альбера на самолёте Armstrong Whitworth F.K.8 вывели из строя немецкий триплан и были атакованы 8 истребителями из которых сбили 3 самолёта. Во время воздушного боя, Маклауд был ранен пулемётным зарядом.
После падения вытащил из обломков самолёта Артура Хэммонд. Немецкий лётчик-ас Ганс Киршштайн одержал воздушную победу. Хэммонд был представлен к Военному кресту.
Маклауд был предоставлен к ордену «За выдающиеся заслуги» но был награждён крестом Виктории. Вернулся в Стонуолл но уже в ноябре скончался от испанского гриппа.

## Память
- Улица в городе Стонуолле[6].
- В 1973 году включён в зал славы Канадской авиации[6].

### Комментарии
1. ↑  Крест Виктории является высшей военной наградой Великобритании